# San Muñoz
San Muñoz es un municipio y localidad española de la provincia de Salamanca, en la comunidad autónoma de Castilla y León. Se integra dentro de la comarca del Campo de Salamanca (Campo Charro) y la subcomarca de La Huebra. Pertenece al partido judicial de Salamanca.
Su término municipal está formado por las entidades de población de Agustínez, Buenabarba, Gallegos de Huebra, San Muñoz y Villa Adelfa, ocupa una superficie total de 53,90 km² y según el INE en el año 2017 contaba con una población de 241 habitantes.

## Toponimia
El topónimo San Muñoz proviene en su origen del nombre "Sancho Muñoz", que con el paso del tiempo se fue acortando hasta terminar en el actual San Muñoz. Cabe destacar el nombre del siguiente pueblo aguas abajo del río Huebra "Muñoz", que podría estar relacionado con San Muñoz al existir la teoría de que tomaría tal nombre por fundarse en tierras de algún descendiente de Sancho Muñoz que al empezar un núcleo poblacional en esa zona adoptó el mismo apellido "Muñoz".

## Geografía
Dista 46 km de Salamanca, por la autovía A-62 o E-80 (antigua N-620) sentido Portugal. El término municipal se encuentra rodeado por las poblaciones de Castillejo de Huebra, situada a 8,4 kilómetros al norte. Al noroeste está Muñoz, a 13,2 km. Al noreste limita con Aldehuela de la Bóveda, a 11,8 km. Al sur limita con Abusejo, a 13,6 km. Al suroeste se encuentra Cabrillas, a 8,7 km. Al sureste limita con La Sagrada a 7,5 km. Al este con Carrascal del Obispo a 15,1 km. Y al oeste, a 12,7 km, con La Fuente de San Esteban.
| Noroeste: Muñoz                 | Norte: Castillejo de Huebra | Noreste: Aldehuela de la Bóveda |
| Oeste: La Fuente de San Esteban |                             | Este: Carrascal del Obispo      |
| Suroeste Cabrillas              | Sur: Abusejo                | Sureste: La Sagrada             |

### Hidrografía
El río Huebra pertenece a la Confederación Hidrográfica del Duero.
Su caudal medio en los últimos años es de 7,13 m³/s, aunque su variación es considerable durante las diferentes épocas del año.
El nombre del mismo ha sido tomado por los jóvenes de la localidad como referencia identificativa, denominándose a sí mismos como "Hijos del Huebra".

## Historia

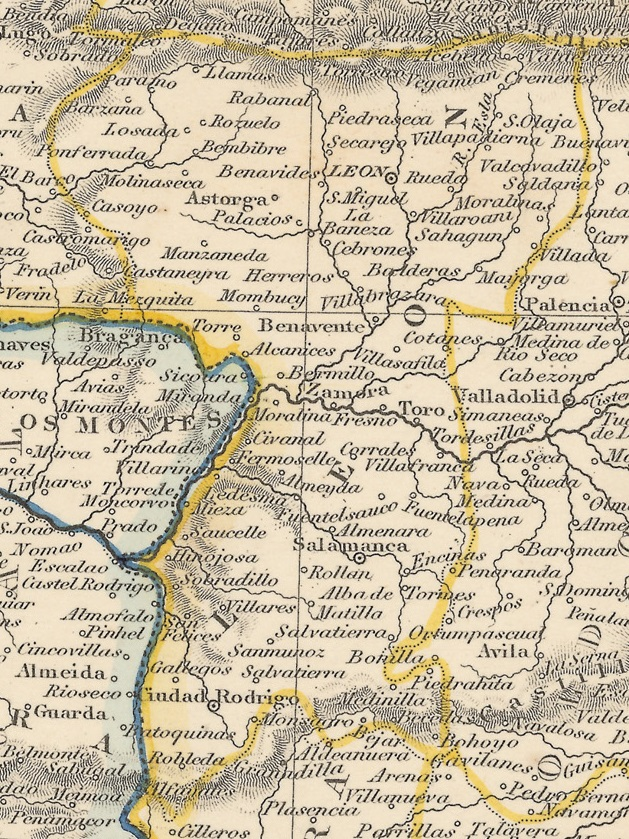
Detalle del mapa Spain and Portugal, de 1850, por J. Dower, en el que se puede apreciar San Muñoz.

Se han encontrado vestigios del achelense en San Muñoz, por lo que suponemos que en estos ricos valles, regados por el río Huebra, ya había grupos de humanos, probablemente nómadas que se movían con las manadas de animales de las que se alimentaban. El periodo Achelense se extiende desde 350 000 a 128 000 años antes de Cristo.
Hasta ahora se sabe poco de los pueblos prerromanos que habitaron esta zona de San Muñoz, aunque por la proximidad del castro de Yecla la Vieja, creemos que estaría habitada por los vetones y que más tarde pudo haber algunas villas romanas y visigodas. Estas villas quedarían a partir del siglo VIII sin los señores, que se irían al norte después de la invasión árabe para encontrar protección de los reyes cristianos. Las villas y sus tierras quedarían en manos de los campesinos que las cuidaban.
No obstante, la fundación de la localidad actual se remonta a la repoblación efectuada en el Campo Charro por el rey de León Alfonso VI en la Edad Media, quedando encuadrado en la jurisdicción salmantina de La Valdobla, dentro del Reino de León. Esta circunscripción fue creada por la Constitución de Inocencio IV de 1245, que estructura el Cabildo Catedral de Salamanca, y erige una jurisdicción nullius que otorga exclusivamente a la institución Capitular: el denominado arciprestazgo (o Abadengo) de la Valdobla, en torno a la cuenca alta del Río Huebra y del cual San Muñoz se convierte en su cabeza. Esta institución conformaba una suerte de territorio separado de jurisdicción ordinaria del Deán y Cabildo de Salamanca, que nombraba visitadores cada dos años. Posteriormente, se alternó la jurisdicción con el obispo cada seis años hasta su disolución en 1866. 
Más tarde, ya en el siglo XV, San Muñoz pasó a conformar un señorío secular (manteniéndose el espiritual del Cabildo), que estuvo en manos de la familia Benavides durante varias generaciones.
Finalmente, en el siglo XIX, con la creación de las actuales provincias en 1833, San Muñoz quedó encuadrado en la provincia de Salamanca, dentro de la Región Leonesa.

### Ocupación francesa
Guerra de la Independencia 1808-1814 San Muñoz de Huebra (Salamanca)
Aunque la guerra en España sería casi siete años más tarde, en 1801 ya hubo movimiento de tropas francesas en San Muñoz (Salamanca). Las primeras tropas francesas en llegar serán el Cuerpo Expedicionario de la Gironda, al mando del General Lecrec con destino a Salamanca y Ciudad Rodrigo en 1801, que contaba aproximadamente con 7000 soldados.
Prueba de ello es el siguiente Acta de Defunción:

"En esta Villa de San Muñoz (Salamanca), a 8 de Agosto de 1801, falleció socorrido con el Sacramento de la Extrema Unción, por no haver dado lugar a otro socorro la enfermedad, Don Alexandre Année, Capitán del Segundo (2º) Batallón de Infantería de la diez y seis y media Brigada de Ynfantería Ligera de las Tropas Francesas Auxiliares de la España, en la Guerra declarada a Portugal y a Inglaterra:

Digeron ser casado, pero no dieron noticia del nombre de su consorte, ni del lugar de su naturaleza o vecindad. Se enterró en la Capilla de Nuestra Señora, con la pompa Eclesiástica y Militar que acostumbran las Tropas en iguales casos.

Y para que conste lo firmo, fecha ut supra

D. Joaquín Marcos del Corral" (párroco de la localidad en aquella época).-

17 de noviembre de 1812: "Combate de San Muñoz, Salamanca" importante acción en San Muñoz, al lado del río Huebra, entre las tropas Aliadas (68 000 hombres) y las tropas francesas (60 000 hombres).

## Demografía
San Muñoz cuenta con una población de 201 habitantes (INE 2024).
| Gráfica de evolución demográfica de San Muñoz entre 1842 y 2021                                                     |
| |
| Población de derecho según los censos de población del INE Población de hecho según los censos de población del INE |

### Núcleos de población
El municipio se divide en varios núcleos de población, que poseían la siguiente población en 2015 según el INE.
| Núcleo de población | Población |
| ------------------- | --------- |
| San Muñoz           | 256       |
| Villa Adelfa        | 10        |
| Agustínez           | 8         |
| Gallegos de Huebra  | 3         |
| Buenabarba          | 0         |

## Símbolos

### Escudo
El escudo heráldico que representa al municipio fue aprobado el 8 de octubre de 1997 con el siguiente blasón:

«Escudo partido. Primero, de oro con un puente de piedra de dos ojos, mazonado de sable y exento. Segundo, de plata con un león de gules, barrado de tres barras de oro. Timbrado de la Corona Real Española»
Boletín Oficial del Estado nº 264 de 4 de noviembre de 1997

### Bandera
La bandera municipal fue aprobada el 27 de mayo de 1999 con la siguiente descripción textual:

«Cuadrangular y flanqueada, con franja doble ancha de gules, con el Escudo de la Corporación Municipal, brochante, escoltada de dos franjas de plata situadas en los extremos del tejido»
Boletín Oficial de Castilla y León nº 109 de 9 de junio 1999

### Lema
El lema con el que tradicionalmente se alude al municipio sanmuñocense es el siguiente:

«Para pastos y labor, San Muñoz»

[cita requerida]

## Administración y política
| Periodo   | Nombre                     | Partido | Partido                                  |
| --------- | -------------------------- | ------- | ---------------------------------------- |
| 1991-2007 | Ildefonso Bernal Rodríguez |         | Partido Socialista Obrero Español (PSOE) |
| 2007-2011 | David Castaño Sequeros     |         | Unión del Pueblo Salmantino (UPSa)       |
| 2011-2015 | David Castaño Sequeros     |         | Partido Socialista Obrero Español (PSOE) |
| 2015-2019 | Ildefonso Bernal Rodríguez |         | Partido Popular (PP)                     |
| 2019-2023 | Amalia Tocino Rodríguez    |         | Ciudadanos (CS)                          |

| Partido político                              | 2019  | 2019  | 2019       | 2015  | 2015  | 2015       | 2011  | 2011  | 2011       | 2007  | 2007  | 2007       | 2003  | 2003  | 2003       |
| Partido político                              | %     | Votos | Concejales | %     | Votos | Concejales | %     | Votos | Concejales | %     | Votos | Concejales | %     | Votos | Concejales |
| Ciudadanos (CS)                               | 48,24 | 82    | 3          | 29,80 | 59    | 2          | —     | —     | —          | —     | —     | —          | —     | —     | —          |
| Partido Popular (PP)                          | 43,53 | 74    | 2          | 50,51 | 100   | 4          | 41,32 | 100   | 3          | 6,05  | 17    | 0          | 34,81 | 102   | 2          |
| Partido Socialista Obrero Español (PSOE)      | 9,41  | 16    | 0          | 16,16 | 32    | 1          | 57,02 | 138   | 4          | 46,62 | 131   | 3          | 48,12 | 141   | 4          |
| Unión del Pueblo Salmantino (UPSa)            | —     | —     | —          | —     | —     | —          | —     | —     | —          | 46,62 | 131   | 4          | —     | —     | —          |
| Unidad Regionalista de Castilla y León (URCL) | —     | —     | —          | —     | —     | —          | —     | —     | —          | —     | —     | —          | 14,33 | 42    | 1          |

## Cultura

### Fiestas
Sus fiestas patronales son el 24 de junio, San Juan, fiestas con animación juvenil, novillada, vaquillas y encierros a caballo, habida cuenta de la fiesta en peñas, bares y verbena popular. Son conocidas también las fiestas de Carnavales, en febrero, y la de Halloween, la noche del 31 de octubre. Ambas han congregado en los últimos años a gran cantidad de personas.

### Asociacionismo
Actualmente existen tres asociaciones culturales en San Muñoz:
- Asociación de Mayores San Pedro
- Asociación de Mujeres El Tesoro
- Asociación Juvenil Hijos del Huebra

### Patrimonio
- El Camino de los árboles singulares de San Muñoz.
- La iglesia de San Juan Bautista posee una bella portada, resultando suntuoso el edificio por su escalinata que le da acceso a su emplazamiento en el Teso del Calvario.
- La Torre del Reloj está ubicada en la plaza mayor, data de 1897 y fue construida por Moisés Díez, de Palencia, según consta en su estructura.
- El Cristo de la Buena Muerte es custodiado en la iglesia, en su propia capilla en el ala derecha. Es una talla de finales del siglo XVI. La talla es una de las más valiosas de la Diócesis de Ciudad Rodrigo. Ha sido expuesta en la Exposición Imágenes del Misterio, en el año 2000 y en las Edades del Hombre de 2006, en Ciudad Rodrigo. Se sabe con casi toda certeza que puede ser una talla de Juan de Juni o de su taller, por la zona estuvo trabajando su discípulo Lucas Mitata. Es una talla de bulto redondo, policromada y procesional, pertenece a la Cofradía de la Vera Cruz. Fue restaura a finales de los años noventa. Procesiona el Viernes Santo por la tarde-noche.

### Albergue
- En San Muñoz hay un albergue que se encuentra a disposición de los peregrinos que hacen el Camino Torres, desde Salamanca hasta Santiago de Compostela. O bien para aquellas personas que transitan por la Cañada Real de Extremadura.